# ATP Finals 2017
El Nitto ATP Finals 2017, també anomenada Copa Masters masculina 2017, és l'esdeveniment que tanca la temporada 2017 de tennis en categoria masculina. La 48a edició en individual i la 42a en dobles es van celebrar sobre pista dura entre el 20 i el 26 de novembre de 2017 al The O2 arena de Londres, Regne Unit. En aquesta edició va canviar de nom, de ATP World Tour Finals a ATP Finals patrocinat per l'empresa japonesa Nitto Denko Corporation.
El tennista búlgar Grigor Dimitrov va posar la cirereta a la seva millor temporada i aconseguir el títol més important del seu palmarès. Malgrat debutar en aquesta competició, Dimitrov va guanyar els cinc partits que va disputar. Aquest fou el quart títol de l'any que li van permetre acabar en el tercer lloc del rànquing individual. La parella formada pel finlandès Henri Kontinen i l'australià John Peers van revalidar el títol aconseguit en l'edició anterior. Aquest fou el cinquè títol de l'any, inclòs un Grand Slam, però es van quedar a les portes del número 1.

## Individual

### Classificació
| Núm. | Tennista                    | Grand Slam | Grand Slam | Grand Slam | Grand Slam | Masters 1000 | Masters 1000 | Masters 1000 | Masters 1000 | Masters 1000 | Masters 1000 | Masters 1000 | Masters 1000 | Altres millors resultats | Altres millors resultats | Altres millors resultats | Altres millors resultats | Altres millors resultats | Altres millors resultats | Punts  | Torn. |
| ---- | --------------------------- | ---------- | ---------- | ---------- | ---------- | ------------ | ------------ | ------------ | ------------ | ------------ | ------------ | ------------ | ------------ | ------------------------ | ------------------------ | ------------------------ | ------------------------ | ------------------------ | ------------------------ | ------ | ----- |
| Núm. | Tennista                    | AUS        | RG         | WIM        | USO        | INW          | MIA          | MAD          | ROM          | CAN          | CIN          | XAN          | PAR          | 1                        | 2                        | 3                        | 4                        | 5                        | 6                        | Punts  | Torn. |
| 1    | Rafael Nadal 13/06/2017     | F 1200     | G 2000     | R16 180    | G 2000     | R16 90       | F 600        | G 1000       | QF 180       | R16 90       | QF 180       | F 600        | QF 180       | G 1000                   | G 500                    | G 500                    | F 300                    | QF 45                    |                          | 10.645 | 17    |
| 2    | Roger Federer 17/07/2017    | G 2000     | A 0        | G 2000     | QF 360     | G 1000       | G 1000       | A 0          | A 0          | F 600        | A 0          | G 1000       | A 0          | G 500                    | G 500                    | R16 45                   |                          |                          |                          | 9.005  | 11    |
| 3    | Alexander Zverev 07/10/2017 | R32 90     | R128 10    | R16 180    | R64 45     | R32 45       | QF 180       | QF 180       | G 1000       | G 1000       | R32 10       | R16 90       | R32 10       | G 500                    | F 300                    | G 250                    | G 250                    | SF 180                   | R16 90                   | 4.410  | 24    |
| 4    | Dominic Thiem 13/10/2017    | R16 180    | SF 720     | R16 180    | R16 180    | QF 180       | R64 10       | F 600        | SF 360       | R32 10       | QF 180       | R32 10       | R16 90       | G 500                    | F 300                    | R16 90                   | QF 90                    | QF 90                    | QF 45                    | 3.815  | 26    |
| 5    | Marin Čilić 24/10/2017      | R64 45     | QF 360     | F 1200     | R32 90     | R64 10       | R64 10       | R32 10       | QF 180       | A 0          | A 0          | SF 360       | QF 180       | F 300                    | G 250                    | QF 180                   | SF 180                   | SF 180                   | SF 180                   | 3.805  | 20    |
| 6    | Grigor Dimitrov 24/10/2017  | SF 720     | R32 90     | R16 180    | R64 45     | R32 45       | R64 10       | R16 90       | R64 10       | R16 90       | G 1000       | QF 180       | R16 90       | G 250                    | G 250                    | SF 180                   | SF 180                   | F 150                    | QF 90                    | 3.650  | 22    |
| −    | Stan Wawrinka               | SF 720     | F 1200     | R128 10    | A 0        | F 600        | R16 90       | R32 10       | R16 90       | A 0          | A 0          | A 0          | A 0          | G 250                    | R16 90                   | SF 90                    |                          |                          |                          | 3.150  | 12    |
| 7    | David Goffin 02/11/2017     | QF 360     | R32 90     | A 0        | R16 180    | R16 90       | R16 90       | QF 180       | R16 90       | R32 45       | R64 10       | R32 10       | R16 90       | G 500                    | SF 360                   | F 300                    | G 250                    | SF 180                   | F 150                    | 2.975  | 24    |
| 8    | Jack Sock 05/11/2017        | R32 90     | R128 10    | R64 45     | R128 10    | SF 360       | QF 180       | R64 10       | R16 90       | R32 45       | R64 10       | R64 10       | G 1000       | G 250                    | G 250                    | SF 180                   | QF 90                    | SF 90                    | QF 90                    | 2.765  | 21    |
| S1   | Pablo Carreño Busta         | R32 90     | QF 360     | A 0        | SF 720     | SF 360       | R64 10       | R64 10       | R32 45       | R32 45       | R16 90       | R32 10       | R32 10       | F 300                    | G 250                    | R16 90                   | SF 90                    | SF 90                    | R16 45                   | 2.615  | 24    |
| −    | Juan Martín del Potro       | A 0        | R32 90     | R64 45     | SF 720     | R32 45       | R32 45       | A 0          | QF 180       | R32 45       | R16 90       | SF 360       | QF 180       | F 300                    | G 250                    | SF 90                    | R16 45                   | R16 45                   | R16 45                   | 2.595  | 19    |
| −    | Novak Đoković               | R64 45     | QF 360     | QF 360     | A 0        | R16 90       | A 0          | SF 360       | F 600        | A 0          | A 0          | A 0          | A 0          | G 250                    | G 250                    | QF 180                   | QF 90                    |                          |                          | 2.585  | 10    |
| S2   | Sam Querrey                 | R32 90     | R128 10    | SF 720     | QF 360     | R64 10       | R32 45       | A 0          | R16 90       | R16 90       | R32 45       | R16 90       | R32 10       | G 500                    | G 250                    | QF 90                    | QF 45                    | QF 45                    | QF 45                    | 2.535  | 22    |

### Fase de grups

#### GrupPete Sampras
| CS   | Jugador                          | R. Nadal P. Carreño Busta     | D. Thiem                      | G. Dimitrov              | D. Goffin                   | V − D       | Sets        | Jocs            | Pos. |
| 1 S1 | Rafael Nadal Pablo Carreño Busta |                               | 3−6, 6−3, 4−6 (Carreño Busta) | 1−6, 1−6 (Carreño Busta) | 6−7(5), 7−6(4), 4−6 (Nadal) | 0 − 1 0 − 2 | 1 − 2 1 − 4 | 17 − 17 15 − 27 | − 4  |
| 4    | Dominic Thiem                    | 6−3, 3−6, 6−4 (Carreño Busta) |                               | 3−6, 7−5, 5−7            | 4−6, 1−6                    | 1 − 2       | 3 − 5       | 35 − 43         | 3    |
| 6    | Grigor Dimitrov                  | 6−1, 6−1 (Carreño Busta)      | 6−3, 5−7, 7−5                 |                          | 6−0, 6−2                    | 3 − 0       | 6 − 1       | 42 − 19         | 1    |
| 7    | David Goffin                     | 7−6(5), 6−7(4), 6−4 (Nadal)   | 6−4, 6−1                      | 0−6, 2−6                 |                             | 2 − 1       | 4 − 3       | 31 − 34         | 2    |

#### GrupBoris Becker
| CS | Jugador          | Roger Federer    | A. Zverev        | M. Čilić         | J. Sock          | V − D | Sets  | Jocs    | Pos. |
| 2  | Roger Federer    |                  | 7−6(6), 5−7, 6−1 | 6−7(5), 6−4, 6−1 | 6−4, 7−6(4)      | 5 − 1 | 4 − 1 | 49 − 38 | 1    |
| 3  | Alexander Zverev | 6−7(6), 7−5, 1−6 |                  | 6−4, 3−6, 6−4    | 4−6, 6−1, 4−6    | 1 − 2 | 4 − 5 | 43 − 45 | 3    |
| 5  | Marin Čilić      | 7−6(5), 4−6, 1−6 | 4−6, 6−3, 4−6    |                  | 7−5, 2−6, 6−7(4) | 0 − 3 | 3 − 6 | 43 − 51 | 4    |
| 8  | Jack Sock        | 4−6, 6−7(4)      | 6−4, 1−6, 6−4    | 5−7, 6−2, 7−6(4) |                  | 2 − 1 | 4 − 4 | 41 − 42 | 2    |

### Fase final
|  | Semifinals | Semifinals      | Semifinals   | Semifinals | Semifinals |   |              | Final           | Final | Final | Final | Final |
|  |            |                 |              |            |            |   |              |                 |       |       |       |       |
|  | 6          | Grigor Dimitrov | 4            | 6          | 6          |   |              |                 |       |       |       |       |
|  | 8          | Jack Sock       | 6            | 0          | 3          |   |              |                 |       |       |       |       |
|  | 8          | Jack Sock       | 6            | 0          | 3          |   | 6            | Grigor Dimitrov | 7     | 4     | 6     |       |
|  |            |                 |              |            |            |   | 6            | Grigor Dimitrov | 7     | 4     | 6     |       |
|  |            | 7               | David Goffin | 5          | 6          | 3 |              |                 |       |       |       |       |
|  | 7          | 7               | David Goffin | 5          | 6          | 3 | David Goffin | 2               | 6     | 6     |       |       |
|  | 7          |                 |              |            |            |   | David Goffin | 2               | 6     | 6     |       |       |
|  | 2          | Roger Federer   | 6            | 3          | 4          |   |              |                 |       |       |       |       |

## Dobles

### Classificació
| Rq | Equips                                         | Millors resultats | Millors resultats | Millors resultats | Millors resultats | Millors resultats | Millors resultats | Millors resultats | Millors resultats | Millors resultats | Millors resultats | Millors resultats | Millors resultats | Millors resultats | Millors resultats | Millors resultats | Millors resultats | Millors resultats | Millors resultats | Punts | Torn. |
| Rq | Equips                                         | 1                 | 2                 | 3                 | 4                 | 5                 | 6                 | 7                 | 8                 | 9                 | 10                | 11                | 12                | 13                | 14                | 15                | 16                | 17                | 18                | Punts | Torn. |
| -- | ---------------------------------------------- | ----------------- | ----------------- | ----------------- | ----------------- | ----------------- | ----------------- | ----------------- | ----------------- | ----------------- | ----------------- | ----------------- | ----------------- | ----------------- | ----------------- | ----------------- | ----------------- | ----------------- | ----------------- | ----- | ----- |
| 1  | Łukasz Kubot Marcelo Melo 16/07/2017           | G 2000            | G 1000            | G 1000            | G 1000            | F 600             | F 600             | G 500             | SF 360            | F 300             | G 250             | R16 180           | QF 180            | QF 180            | R16 90            | R16 90            | QF 90             | QF 90             | QF 90             | 8.600 | 22    |
| 2  | Henri Kontinen John Peers 04/09/2017           | G 2000            | G 1000            | SF 720            | SF 720            | G 500             | G 500             | SF 360            | QF 180            | QF 180            | QF 180            | QF 180            | QF 180            | QF 180            | SF 180            | R16 90            | QF 90             | QF 90             |                   | 7.330 | 20    |
| 3  | Jean-Julien Rojer Horia Tecău 12/10/2017       | G 2000            | G 500             | SF 360            | SF 360            | G 250             | G 250             | R16 180           | R16 180           | QF 180            | QF 180            | SF 180            | SF 180            | R16 90            | R16 90            | QF 90             | QF 90             | QF 90             | QF 45             | 5.295 | 26    |
| 4  | Jamie Murray Bruno Soares 13/10/2017           | F 600             | G 500             | G 500             | QF 360            | QF 360            | SF 360            | SF 360            | SF 360            | F 300             | G 250             | QF 180            | QF 180            | QF 180            | SF 180            | SF 180            | F 150             | R16 90            | SF 90             | 5.180 | 23    |
| 5  | Bob Bryan Mike Bryan 13/10/2017                | F 1200            | SF 720            | SF 360            | SF 360            | G 250             | G 250             | QF 180            | QF 180            | QF 180            | QF 180            | SF 180            | R16 90            | R16 90            | QF 90             | SF 90             | SF 90             | SF 90             | QF 45             | 4.625 | 21    |
| 6  | Pierre-Hugues Herbert Nicolas Mahut 20/10/2017 | G 1000            | G 1000            | G 1000            | QF 360            | SF 360            | QF 180            | SF 180            | R32 90            | R16 90            | R16 90            | QF 45             |                   |                   |                   |                   |                   |                   |                   | 4.395 | 15    |
| 7  | Ivan Dodig Marcel Granollers 01/11/2017        | F 600             | F 600             | G 500             | G 500             | QF 360            | QF 360            | R16 180           | R16 180           | QF 180            | QF 180            | QF 180            | QF 180            | SF 90             |                   |                   |                   |                   |                   | 4.090 | 17    |
| 8  | Ryan Harrison Michael Venus 13/10/2017         | G 2000            | QF 360            | SF 360            | G 250             | R16 90            | QF 90             |                   |                   |                   |                   |                   |                   |                   |                   |                   |                   |                   |                   | 3.150 | 15    |
| S1 | Oliver Marach Mate Pavić                       | F 1200            | SF 360            | G 250             | R16 180           | QF 180            | SF 180            | F 150             | F 150             | R16 90            | R16 90            | R16 90            | SF 90             | QF 45             | QF 45             |                   |                   |                   |                   | 3.100 | 18    |
| S2 | Raven Klaasen Rajeev Ram                       | G 1000            | SF 360            | G 250             | R16 180           | QF 180            | QF 180            | SF 180            | F 150             | R32 90            | R16 90            | QF 90             | QF 90             | SF 90             | QF 45             | QF 45             |                   |                   |                   | 3.020 | 20    |

### Fase de grups

#### GrupWoodbridge/Woodforde
| CS   | Jugadors                                              | Ł. Kubot M. Melo               | J. Murray B. Soares         | B. Bryan M. Bryan       | I. Dodig M. Granollers O. Marach M. Pavić | V − D       | Sets        | Jocs           | Pos. |
| 1    | Łukasz Kubot Marcelo Melo                             |                                | 2−6, 4−6                    | 6−4, 6−3                | 7−6(2), 6−4 (Dodig/Granollers)            | 2 − 1       | 4 − 2       | 31 − 33        | 2    |
| 4    | Jamie Murray Bruno Soares                             | 6−2, 6−4                       |                             | 5−7, 7−6(3), [8−10]     | 6−1, 6−1 (Dodig/Granollers)               | 2 − 1       | 5 − 2       | 36 − 22        | 1    |
| 5    | Bob Bryan Mike Bryan                                  | 4−6, 3−6                       | 7−5, 6−7(3), [10−8]         |                         | 4−6, 4−6 (Marach/Pavić)                   | 1 − 2       | 2 − 5       | 29 − 36        | 3    |
| 7 S1 | Ivan Dodig Marcel Granollers Oliver Marach Mate Pavić | 6−7(2), 4−6 (Dodig/Granollers) | 1−6, 1−6 (Dodig/Granollers) | 6−4, 6−4 (Marach/Pavić) |                                           | 0 − 2 1 − 0 | 0 − 4 2 − 0 | 12 − 25 12 − 8 | − 4  |

#### GrupEltingh/Haarhuis
| CS   | Jugadors                                                     | H. Kontinen J. Peers           | J-J. Rojer H. Tecău                 | P-H. Herbert N. Mahut R. Klaasen R. Ram | R. Harrison M. Venus                | V − D       | Sets        | Jocs          | Pos. |
| 2    | Henri Kontinen John Peers                                    |                                | 7−6(3), 7−6(6)                      | 2−6, 6−1, [10−8] (Klaasen/Ram)          | 4−6, 6−7(8)                         | 2 − 1       | 4 − 3       | 33 − 32       | 2    |
| 3    | Jean-Julien Rojer Horia Tecău                                | 6−7(3), 6−7(6)                 |                                     | 6−1, 6−7(7), [8−10] (Herbert/Mahut)     | 3−6, 6−7(5)                         | 0 − 3       | 1 − 6       | 33 − 36       | 3    |
| 6 S2 | Pierre-Hugues Herbert Nicolas Mahut Raven Klaasen Rajeev Ram | 6−2, 1−6, [8−10] (Klaasen/Ram) | 1−6, 7−6(7), [10−8] (Herbert/Mahut) |                                         | 7−6(4), 4−6, [5−10] (Herbert/Mahut) | 1 − 1 0 − 1 | 3 − 3 1 − 2 | 20 − 25 7 − 9 | − 4  |
| 8    | Ryan Harrison Michael Venus                                  | 6−4, 7−6(8)                    | 6−3, 7−6(5)                         | 6−7(4), 6−4, [10−5] (Herbert/Mahut)     |                                     | 3 − 0       | 6 − 1       | 39 − 30       | 1    |

### Fase final
|  | Semifinals | Semifinals                  | Semifinals                | Semifinals | Semifinals |                           |                           | Final | Final | Final | Final | Final |
|  |            |                             |                           |            |            |                           |                           |       |       |       |       |       |
|  | 4          | Jamie Murray Bruno Soares   | 6²                        | 2          |            |                           |                           |       |       |       |       |       |
|  | 2          | Henri Kontinen John Peers   | 7                         | 6          |            |                           |                           |       |       |       |       |       |
|  | 2          | Henri Kontinen John Peers   | 7                         | 6          |            | 2                         | Henri Kontinen John Peers | 6     | 6     |       |       |       |
|  |            |                             |                           |            |            | 2                         | Henri Kontinen John Peers | 6     | 6     |       |       |       |
|  |            | 1                           | Łukasz Kubot Marcelo Melo | 4          | 2          |                           |                           |       |       |       |       |       |
|  | 1          | 1                           | Łukasz Kubot Marcelo Melo | 4          | 2          | Łukasz Kubot Marcelo Melo | 6                         | 6     |       |       |       |       |
|  | 1          |                             |                           |            |            | Łukasz Kubot Marcelo Melo | 6                         | 6     |       |       |       |       |
|  | 8          | Ryan Harrison Michael Venus | 1                         | 4          |            |                           |                           |       |       |       |       |       |